# Херхадзе Джемал Ноєвич
Джемал Ноевич Херхадзе (груз. ჯემალ ხერხაძე, рос. Джемал Ноевич Херхадзе, 2 лютого 1945, Кутаїсі, Грузинська РСР, СРСР) — радянський футболіст, нападник. Після закінчення ігрової кар'єри працював тренером. Майстер спорту СРСР, заслужений тренер Грузинської РСР.

## Біографія
Вихованець футбольної школи «Торпедо» (Кутаїсі) (1958—1960) і клубної команди «Імереті» (Кутаїсі) (1960-61).
Всі 15 сезонів своєї кар'єри, починаючи з 1962 року, провів в кутаїському «Торпедо» у вищій (першій) групі «А» (169 матчів, 32 голи) і першій лізі (168 матчів, 50 м'ячів).
У 1969 році став разом з Володимиром Проскуріним і Миколою Осяніним найкращим бомбардиром чемпіонату, забивши 16 м'ячів. Однак через те, що на думку журналіста газети «Футбол — Хокей» Геннадія Радчука Херхадзе і Проскурін забили по три голи в останньому матчі в результаті змови, приз газети «Труд» найкращому бомбардирові дістався Осянину.
По ігровій манері виділявся технікою, вмінням добре відкриватися для отримання м'яча, гра головою.
Тренер «Торпедо» (Кутаїсі) (1977—1984, 1987—1996, по березень; 1997-98, 1999—2000), головний тренер команди (1996, квітень-червень; 01.09.1998 — червень 1999).
Головний тренер «Мешахте» (Ткібулі) — 1985-86.

## Досягнення
- Найкращий бомбардир чемпіонату СРСР: 1969 (16 голів)